# Eddy Merckx (biljarter)
Eddy Frans Jozefina Merckx (Reet, 4 september 1968) is een Belgisch biljarter die gespecialiseerd is in driebanden.

## Levensloop
Merckx werd geboren in het jaar dat de wielrenner Eddy Merckx voor het eerst de Ronde van Italië won. Vader Merckx was supporter van hem en noemde zijn zoon naar de wielrenner.
Hij groeide op in Hemiksem, volgde een opleiding tot schrijnwerker-meubelmaker, werkte na zijn militaire dienst in een steenkapperij en begon later een café in het centrum van Schelle in de provincie Antwerpen.
Hij won in september 2006 in St. Wendel het wereldkampioenschap driebanden door de Griek Nikos Polychronopoulos met 3-1 te verslaan. Later dat jaar werd hij benoemd tot ereburger van Schelle. In mei 2007 won hij het Europees kampioenschap driebanden door in een spannende finale titelverdediger Frédéric Caudron met 3-2 te verslaan.
In september 2012 won hij voor de tweede keer het wereldkampioenschap. In Porto versloeg hij de Zuid-Koreaan Sung-Won Choi met 40-24 in 23 beurten. In oktober 2014 won Merckx in Zuid-Korea het wereldbeker toernooi  door Frédéric Caudron te verslaan met 40-22 in 16 beurten.
Hij bezit tevens het wereldrecord kortste partij voor een wedstrijd over 50 punten, door in 2011 in 6 beurten uit te gaan. Hij speelde beurten van 4, 9, 26, 7, 0 en 4. De serie van 26 is ook zijn hoogste ooit.
Hij won in zijn carrière ook 14 toernooien van de Wereldbeker Driebanden. Daarmee is hij qua aantal de vijfde beste speler aller tijden in deze competitie.
Hij won in 2025 voor de twaalfde keer het Belgisch kampioenschap driebanden en in 2023 voor de vierde keer de Beker van België.

## Palmares

### Wereldtitels
- Driebanden in 2006 en 2012

### Nationale titels
- Driebanden in 2000, 2004, 2006, 2008, 2010, 2011, 2012, 2014, 2018, 2020, 2023 en 2025
- Beker van België driebanden in 2004, 2014, 2016 en 2023